# Jabłowo Pałuckie
Jabłowo Pałuckie – wieś w Polsce położona w województwie kujawsko-pomorskim, w powiecie żnińskim, w gminie Łabiszyn.
W latach 1975–1998 miejscowość administracyjnie należała do województwa bydgoskiego. Według Narodowego Spisu Powszechnego (III 2011 r.) liczyła 227 mieszkańców. Jest ósmą co do wielkości miejscowością gminy Łabiszyn.